# Jerzy Wichłacz
Jerzy Wichłacz (ur. 22 sierpnia 1959, zm. 15 października 2017) – polski piłkarz grający na pozycji bramkarza.

## Życiorys
Największe sukcesy odnosił w barwach Zagłębia Lubin z którym jako bramkarz awansował do najwyższej klasy rozgrywkowej w ramach której rozegrał 16 spotkań. Barwy tegoż klubu reprezentował w latach 1984–1989, następnie karierę zawodniczą kontynuował w Miedzi Legnica oraz Śląsku Wrocław. Po rozwodzie pod koniec lat 90. XX wieku powrócił do rodzinnego Sulechowa. W 2010, w wyniku wypadku doznał krwiaka mózgu i przeszedł na rentę. W 2013 Gazeta Lubuska relacjonowała, iż Jerzy Wichłacz w wyniku wypadku stał się bezrobotny i bezdomny. Zmarł w październiku 2017.